# Leptobrachium xanthops
Leptobrachium xanthops é uma espécie de anfíbio anuro da família Megophryidae. Está presente no Laos. A UICN classificou-a como em perigo de extinção.